# Drei Bünde

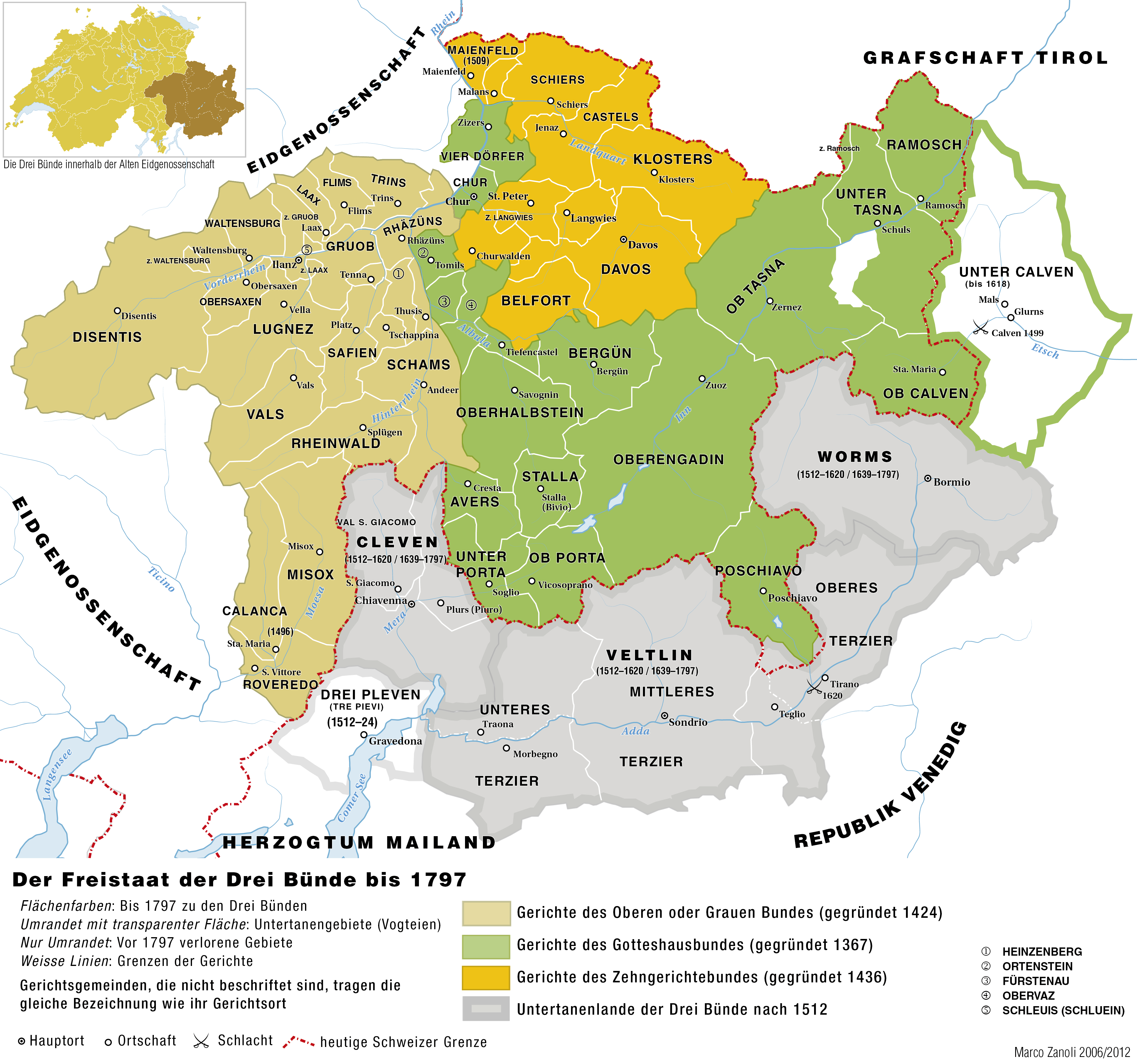
Karte des Freistaats der Drei Bünde

Die Drei Bünde, rätoromanisch Stadi liber da las Trais Lias, italienisch Libero Stato delle Tre Leghe, waren ein Freistaat im Gebiet des heutigen Schweizer Kantons Graubünden ohne Haldenstein und Tarasp, der im 14. und 15. Jahrhundert als vertraglicher Zusammenschluss aus verschiedenen souverän bleibenden Hochgerichten bzw. Gerichtsgemeinden entstand. Die drei Teilstaaten waren:
- der Gotteshausbund (rätoromanisch Lia da la Chadéⓘ/?)
- der Obere oder Graue Bund (rätoromanisch Lia Grischaⓘ/?)
- der Zehngerichtebund

Diese Republiken waren bis 1798 vertraglich nach aussen ein Zugewandter Ort der Alten Eidgenossenschaft.

## Gotteshausbund

Wappen des Gotteshausbundes. Pikanterweise war der dargestellte Alpensteinbock auf dem Territorium des Gotteshausbundes bereits Mitte des 17. Jahrhunderts ausgerottet.

Der Gotteshausbund wurde am 29. Januar 1367 in Chur mit dem Ziel geschlossen, eine schleichende Übernahme des Bistums Chur durch das Haus Habsburg zu verhindern. Damit reagierten die bischöflichen Untertanen, die sog. Gotteshausleute, auf den Versuch von Bischof Peter Jelito, alle seine Besitzungen gegen eine Rente an Habsburg zu übertragen. Unterzeichnet wurde die Urkunde von Abgesandten des Domkapitels, der bischöflichen Ministerialen, der Stadt Chur und der bischöflichen Gerichte Domleschg, Schams, Oberhalbstein, Oberengadin, Unterengadin und Bergell. Später schlossen sich weitere Gerichte an, beispielsweise 1408 das Puschlav und um 1450 die Vier Dörfer. Unterengadin, Münstertal und oberer Vinschgau waren lange zwischen der Grafschaft Tirol und dem Bistum Chur umstritten. Während die ersten beiden die Herrschaft der Habsburger als Grafen von Tirol abschütteln konnten, schied 1618 das Gericht Untercalven als letzter Teil des Vinschgaus aus dem Gotteshausbund aus. Hauptort des Gotteshausbundes war die Stadt Chur.
Der Gotteshausbund bestand aus elf Hochgerichten:
- Chur
- Bergell: Gerichte Ober- und Unterporta
- Calven: Gerichte Ober-(Münstertal) und Untercalven (Obervinschgau)
- Domleschg: Gerichte Ortenstein (seit 1788 geteilt: Ortenstein im Boden und im Berg) und Fürstenau
- Greifenstein: Gerichte Bergün und Obervaz
- Oberengadin: (seit 1438 geteilt) Gerichte Sur und Suot Funtauna Merla
- Oberhalbstein: Gerichte Oberhalbstein und Tiefencastel
- Puschlav (Poschiavo)
- Remüs-Stalla-Avers: Gerichte Remüs und Stalla (Bivio)-Avers
- Unterengadin: Gerichte Ober- und Untertasna
- Vier Dörfer

## Oberer oder Grauer Bund

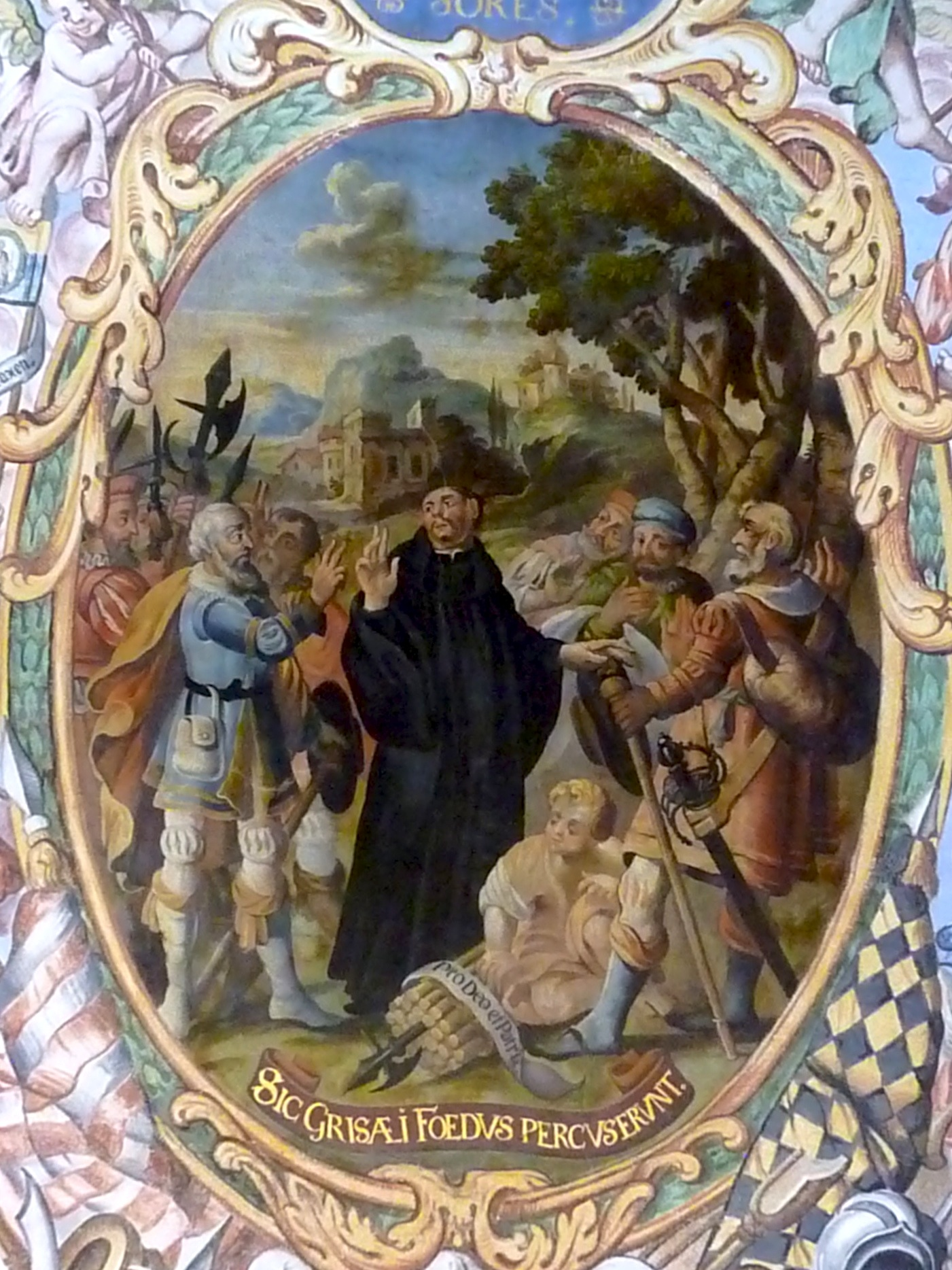
Gründung des Grauen Bundes. In der Mitte Abt Peter von Pontaningen, links Freiherr Hans Brun von Rhäzüns, rechts Graf Hans von Sax-Misox.

Der Obere Bund, auch Grauer Bund (rätoromanisch Ligia / Lia Grischa, seltener La Grischa oder Lia Sura) genannt, entstand als Reaktion auf zahlreiche Fehden und Kleinkriege zwischen den Adelsgeschlechtern Belmont, Sax-Misox, Rhäzüns, Vaz, Werdenberg, dem Kloster Disentis und dem Bischof von Chur. Das Bündnis sicherte den Landfrieden, insbesondere in Bezug auf den Weg über den Lukmanierpass.
1424 wurden seit 1395 bestehende Bündnisse zwischen einzelnen Adligen und deren Untertanen in Trun als Oberer oder Grauer Bund auf ewige Zeiten verlängert. Das höchste Amt des Bundes war dasjenige des Landrichters (in Rätoromanisch geschrieben «Landrehter»), der jeweils alle zwei Jahre neu gewählt wurde. Die Wappen der 72 Landrichter des Grauen Bundes sind im Landrichtersaal des Cuort Ligia Grischa festgehalten.
Den Bund beschworen in Trun am 16. März 1424 unter dem Ahorn von Trun der Abt und das Gericht Disentis, der Freiherr Hans Brun von Rhäzüns für sich, seine Herrschaft Rhäzüns und die Gemeinden Safien, Tenna und Obersaxen, Hans von Sax-Misox für sich und die Gerichte Ilanz, Gruob, Lugnez, Vals, Castrisch und Flims, der Graf von Werdenberg-Heiligenberg mit allen seinen Untertanen sowie die Gerichte Trins und Tamins, die Freien von Laax und die Gemeinden im Rheinwald und im Schams. Noch vor 1440 traten die Herrschaften Löwenberg, Thusis, Tschappina und Heinzenberg bei, denen der Graf von Werdenberg-Sargans ursprünglich den Beitritt untersagt hatte. 1441 schloss sich das Kloster Cazis an, 1480 die Nachbarschaften Mesocco und Soazza im Misox und 1496 als Letzter der Graf von Misox, Gian Giacomo Trivulzio, mit den Gerichten Misox und Calanca. Hauptort des Grauen Bundes war Ilanz. 1778 wurde der Bund letztmals erneuert, 1798 ging er als Teil des alten Freistaats der Drei Bünde unter.
Der Obere Bund bestand aus acht Hochgerichten:
- Disentis
- Lugnez: Gerichte Lugnez und Vals
- Gruob: Gerichte Gruob, Schleuis und Tenna
- Waltensburg: Gerichte Waltensburg, Laax und Obersaxen
- Rhäzüns: Gerichte Rhäzuns, Hohentrins und Flims
- Schams-Rheinwald: Gerichte Rheinwald und Schams
- Thusis: Gerichte Thusis, Heinzenberg, Tschappina und Safien
- Misox: Gerichte Misox, Roveredo und Calanca

Wappen Grauer Bund, Variante 1
Wappen Grauer Bund, Variante 2[5]
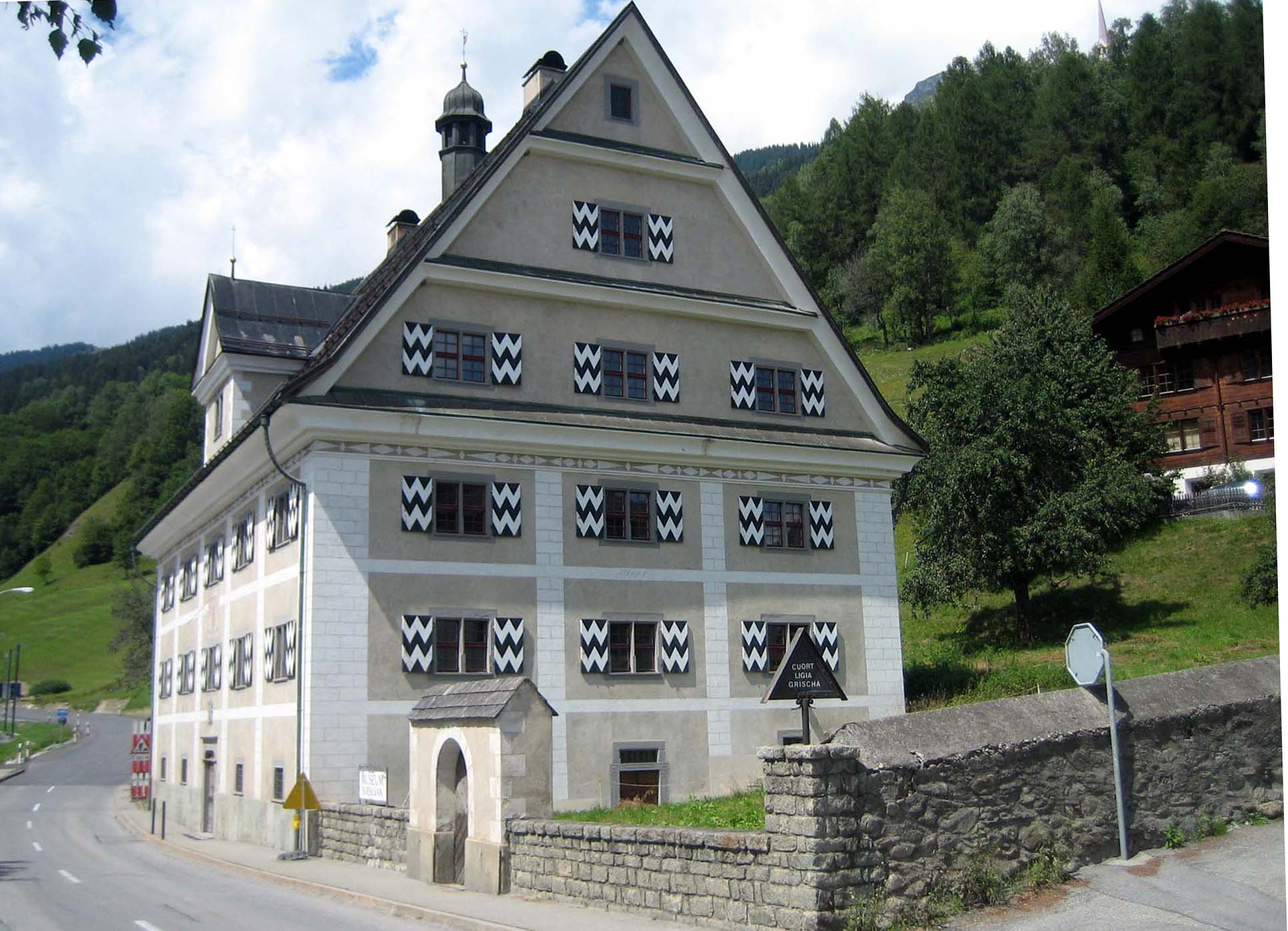
Haus Cuort in Trun
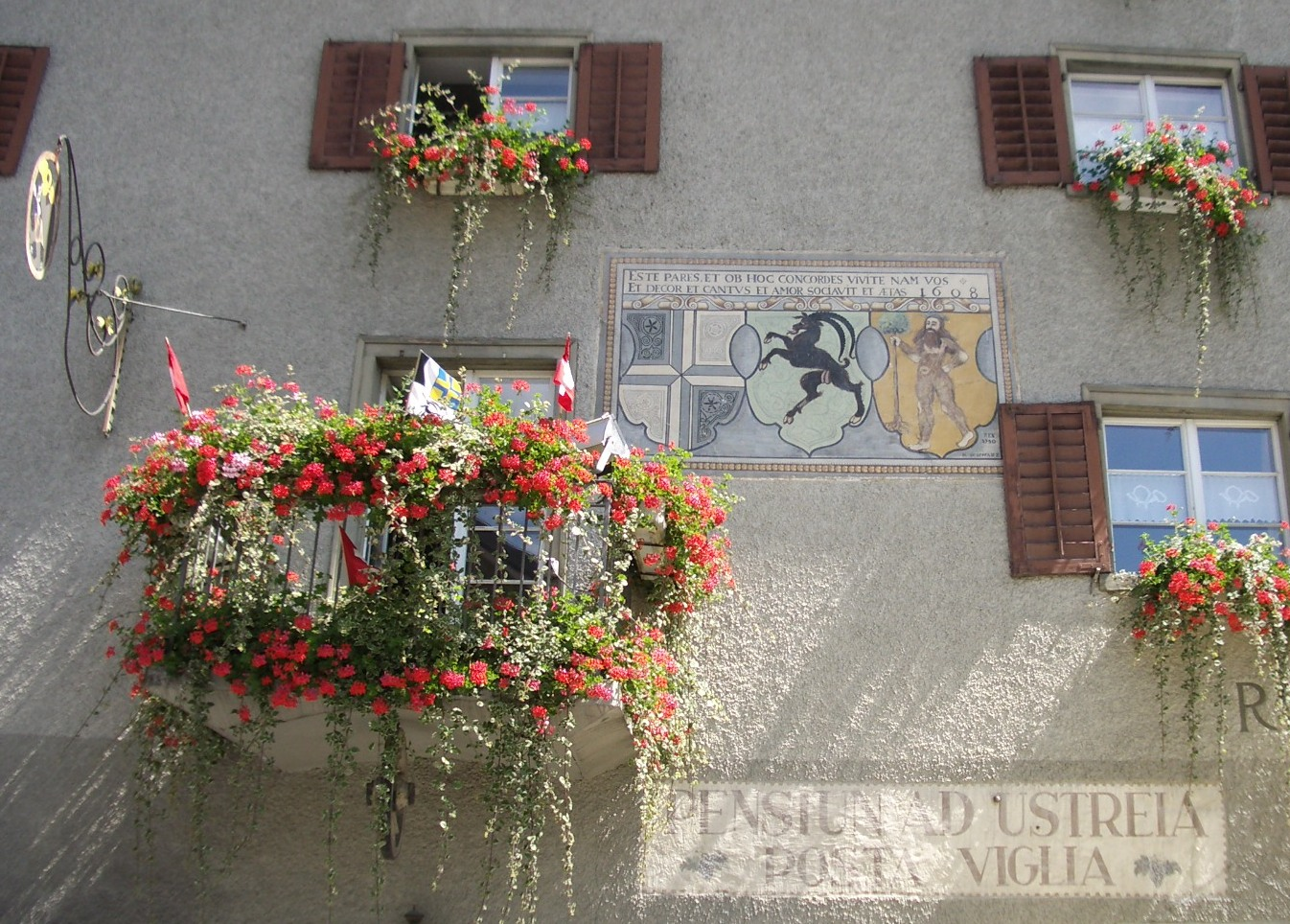
Zillis – Wappen der Drei Bünde von 1608
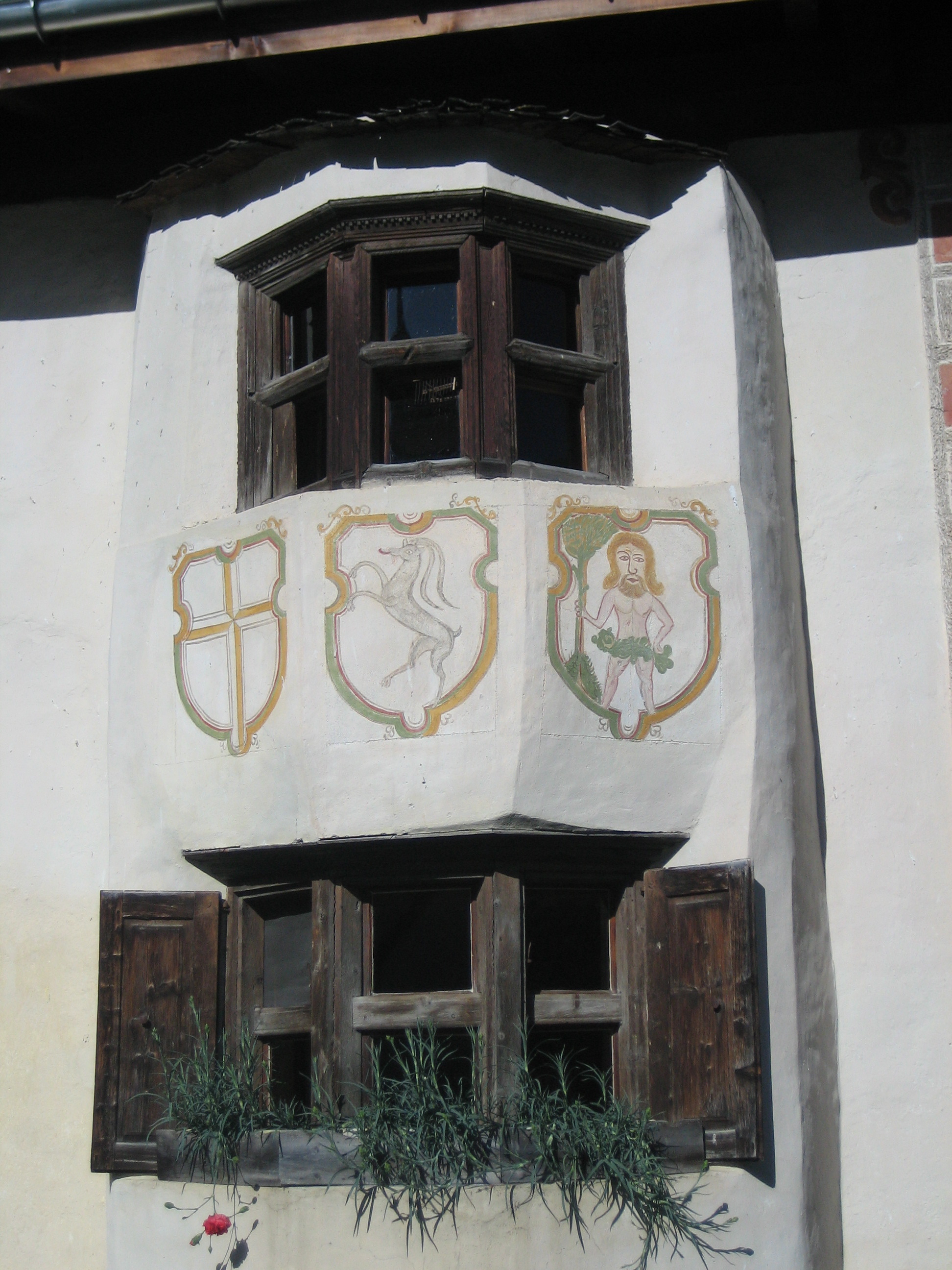
Wappen der Drei Bünde an einem Haus in Valchava

## Zehngerichtebund
Nach dem Aussterben der Grafen von Toggenburg schlossen deren Untertanen im heutigen Graubünden am 8. Juni 1436 einen Bund, der gegenseitige Hilfe und ewige Ungetrenntheit der Teilnehmer vorsah. Beteiligt waren die Zehn Gerichte Belfort, Davos, Klosters, Castels, Schiers, Schanfigg (St. Peter), Langwies, Strassberg (Churwalden), Maienfeld (Stadt und Schloss) und Neu-Aspermont (Hohe Gerichtsbarkeit über Jenins und Malans). Hauptort des Bundes war der Flecken Davos. Auch dieses Bündnis richtete sich hauptsächlich gegen die Expansion Habsburgs nach Graubünden.
Der Zehngerichtebund bestand aus sieben Hochgerichten:
- Davos-Arosa
- Klosters: Gerichte Klosters-Inner- und Ausserschnitz
- Castels: (seit 1622 geteilt) Gerichte Luzein und Jenaz
- Schiers-Seewis: (seit 1679 geteilt) Gerichte Schiers und Seewis
- Maienfeld: Gerichte Maienfeld und Malans
- Belfort: Gerichte Churwalden und (seit 1613 geteilt) Inner- sowie Ausserbelfort
- Schanfigg: Gerichte St. Peter (Ausserschanfigg) und Langwies

Das Wappen war zunächst ein einfaches Kreuz, erstmals belegt 1518. Die Tingierung war im 16. Jahrhundert manchmal Gold auf Blau, manchmal auch Blau auf Gold.
Der «Kompromiss» des gevierten Kreuzes datiert auf 1644.

Wappen Zehngerichte-Bund, Variante mit Wildem Mann (1549)[7]
Wappen Zehngerichte-Bund ab 1644

## Weitere Gebiete und Untertanenlande
Nicht zu den Drei Bünden gehörten die Freiherrschaften Haldenstein und Tarasp. Landesherren über die Herrschaft Rhäzüns waren seit 1497 die Habsburger, das Gericht Rhäzüns verblieb jedoch im Grauen Bund.
Seit 1497/98 waren die Drei Bünde als Zugewandte Orte mit der Eidgenossenschaft verbunden. In den Mailänderkriegen gelang 1512 die Eroberung von Worms (Bormio), Veltlin (Valtellina) und der Grafschaft Cleven (Chiavenna: Val San Giacomo und Valchiavenna) als gemeinsame Untertanengebiete. Diese Talschaften gingen 1797 wieder verloren und gehören heute zu Italien. Einen Spezialfall bildete die Bündner Herrschaft, die 1509 von den Drei Bünden als weitere gemeinsame Herrschaft erworben wurde. Die Mitgliedschaft der Gerichte Maienfeld und Neu-Aspermont im Zehngerichtebund blieb dabei bestehen, so dass die Einwohner gleichzeitig Untertanen und Herren über sich selbst waren.

## Geschichte

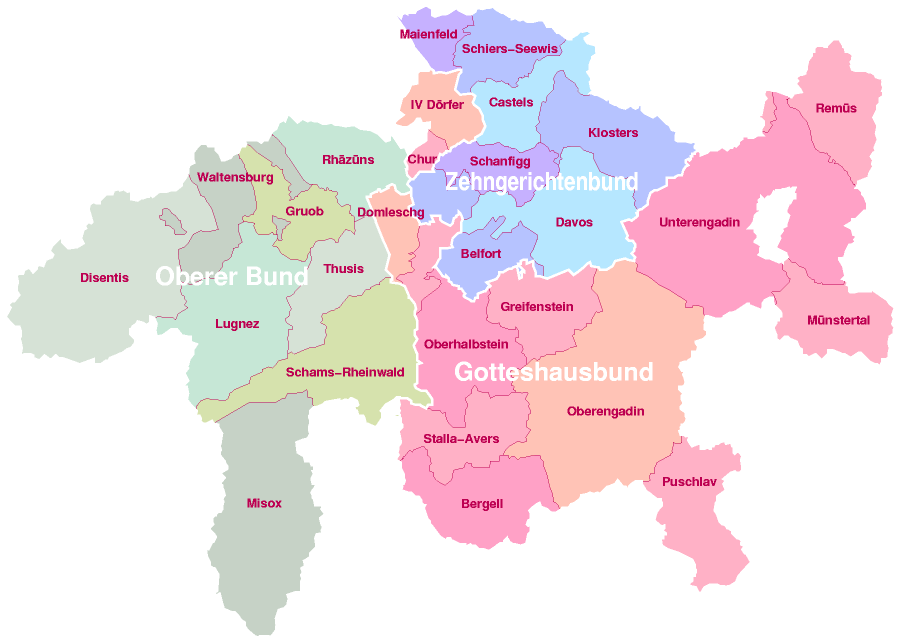
Einteilung der Drei Bünde in Hochgerichte

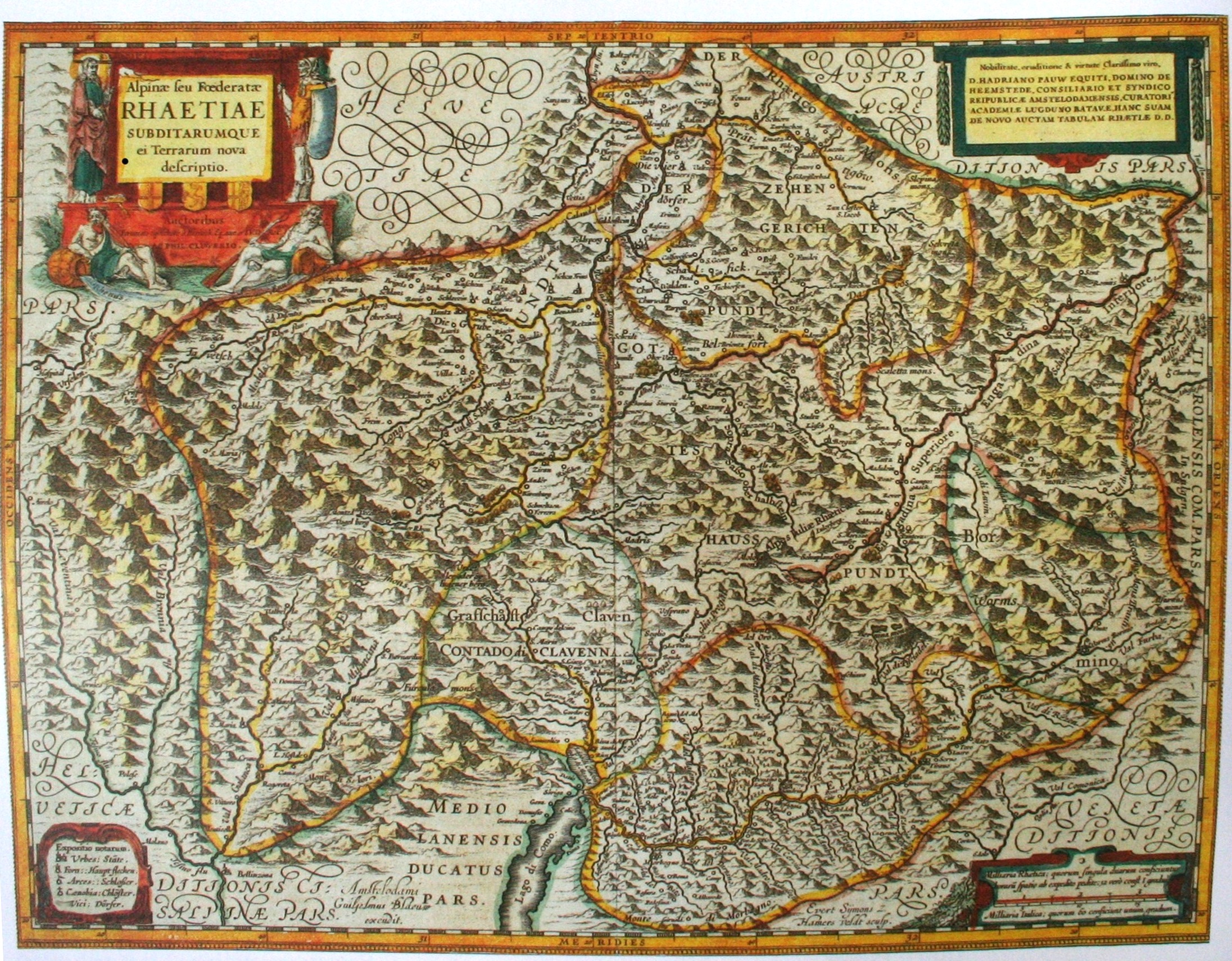
Karte der Drei Bünde von Fortunat Sprecher

Die drei in den Jahren 1367, 1424 und 1436 geschlossenen Bünde arbeiteten zunächst informell zusammen, so etwa 1450 in der Schamserfehde. Seit 1461 sind gemeinsame Tagungen von Boten aller drei Bünde belegt. Der engere Zusammenschluss soll 1471 in Vazerol, einem Weiler auf dem Gemeindegebiet von Brienz/Brinzauls, stattgefunden haben; ein expliziter urkundlicher Nachweis hierüber fehlt aber. Das Bündnis des Grauen Bundes mit dem Zehngerichtebund erfolgte 1471. Nach der 1499 erfolgten faktischen Trennung des Rätischen Freistaates vom Heiligen Römischen Reich entwickelte er sich im 16. Jahrhundert zu einem politischen Gebilde, das im frühneuzeitlichen Europa einzigartig war. Im frühen 17. Jahrhundert war er der einzige Territorialstaat in Europa, der den Kommunalismus zum einzigen Rechtfertigungsprinzip machte. Die Bünder Gemeinden gründeten, regierten und verteidigten ihren Freistaat aufgrund des Prinzips der Kommune als Nutzungsgenossenschaft. Im Jahre 1512 erhielten der Zehngerichtebund, der Graue Bund sowie die Freie Stadt Chur von Papst Julius II. eigens je ein wertvolles «Juliusbanner» für die 1508–1510 im «Grossen Pavier Feldzug» geleisteten Dienste zur Vertreibung der Franzosen.
Mit dem Bundesbrief vom 23. September 1524 wurde die bis zur Auflösung des Freistaats gültige Verfassung geschaffen. Höchste Gewalt im Staat war der Bundstag, rätoromanisch «Dieta da las Lias», der sich aus 63 Abgeordneten, rätoromanisch «Mess» (Boten), der Gerichtsgemeinden «Dretgira» und den drei Häuptern der Drei Bünde zusammensetzte. Die Exekutive bestand aus dem Kleinen Rat «Congress pitschen» und dem Grossen Rat «Congress grond». Den Kleinen Rat bildeten die drei Vorsteher der Bünde. Der Grosse Rat bestand aus dem Kleinen Rat plus 3–5 Abgeordneten je Bund. Die Bundstage fanden abwechselnd in Ilanz, Chur und Davos statt. Nach heutigen Massstäben sind die Drei Bünde eher als Staatenbund denn als Bundesstaat anzusehen: Der Gesamtstaat als solcher verfügte über wenige Kompetenzen, und praktisch alle staatlichen Angelegenheiten wurden «per Referendum» von den Gerichtsgemeinden entschieden.
Im Dreissigjährigen Krieg gerieten die Drei Bünde in den Bündner Wirren in den Strudel europäischer Politik; die Parteinahme für Österreich bzw. Frankreich drohte das Land zu zerreissen. Als «Retter» zu jener Zeit gilt der Pfarrer und Militärführer Jörg Jenatsch. 1648 erlangten die Drei Bünde Unabhängigkeit vom Heiligen Römischen Reich, ferner gelangte Rhäzüns an den Freistaat.
Die überwiegend katholischen Untertanengebiete sagten sich 1797 von den Drei Bünden los und schlossen sich der  Cisalpinischen Republik an. 1799/1800 kam das verbliebene Gebiet als Folge der Niederlage des österreichischen Generals Franz Xaver von Auffenberg am 7. März 1799 in der Schlacht um den St. Luzisteig als Kanton Rätien zur französisch dominierten Helvetischen Republik. 1803 kam dieser Kanton als Kanton Graubünden zur Schweiz.

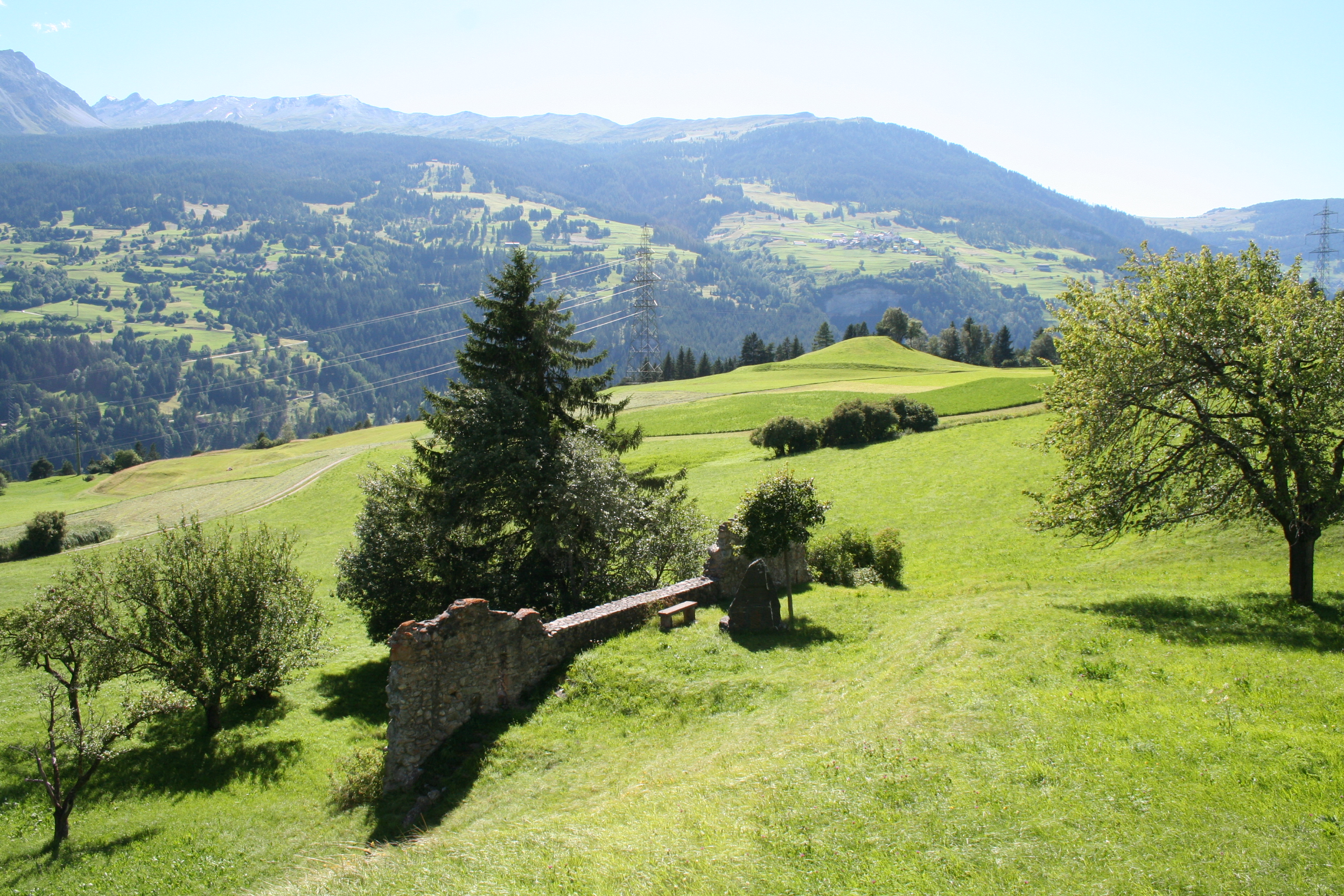
Gedenkstelle in Vazerol
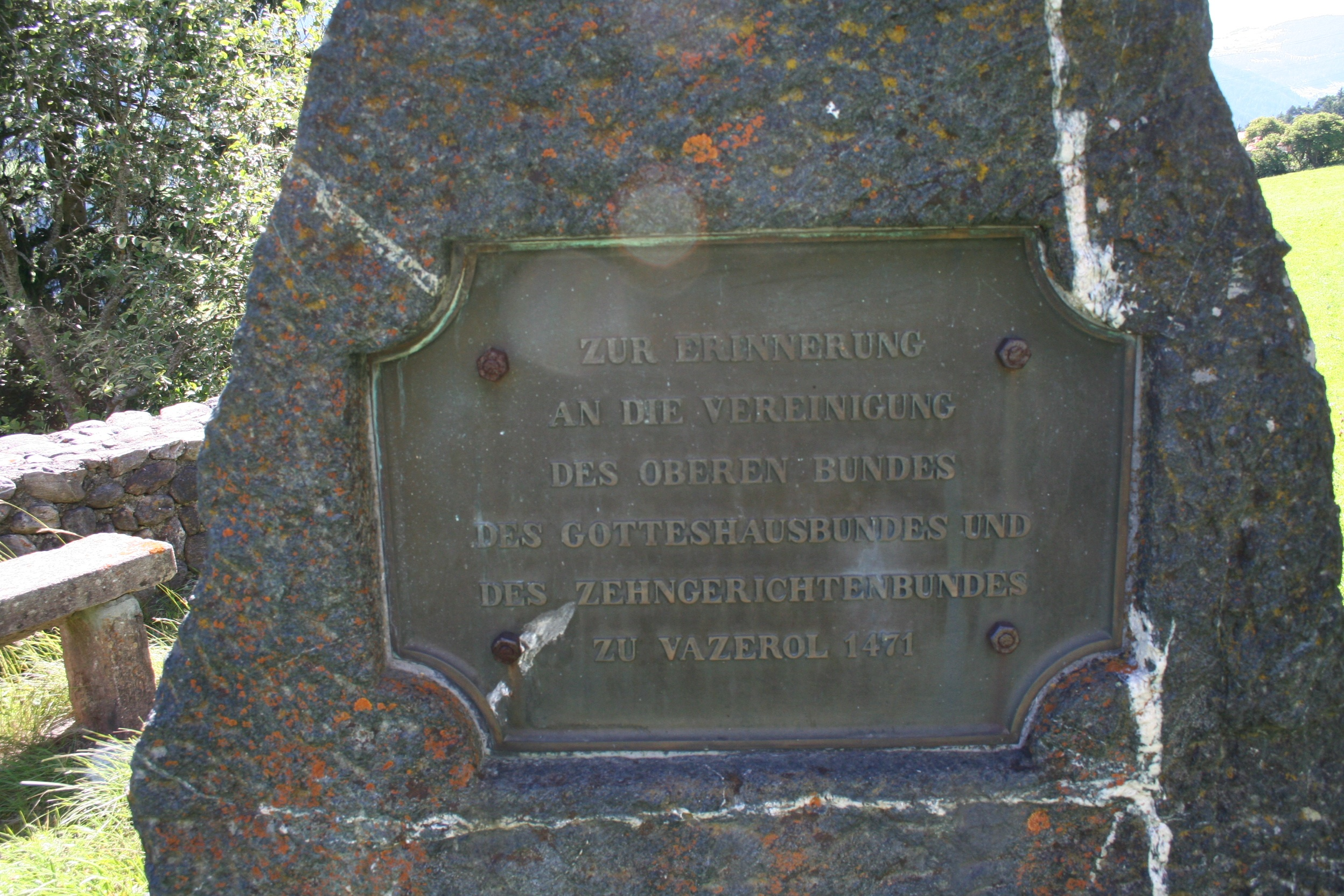
Erinnerungstafel

### Sprachen
Das Gebiet des Zehngerichtebunds war bei der Gründung des Bundes bereits mehrheitlich deutschsprachig. Im Gotteshausbund und im Grauen Bund dominierte dagegen das Rätoromanische; Italienisch und Deutsch spielten dort mit Ausnahme von Chur eine untergeordnete Rolle. Nach einem verheerenden Stadtbrand 1464 wurde Chur von mehrheitlich deutschsprachigen Handwerkern wieder aufgebaut. Die meisten blieben, und die Mehrheit der Stadtbewohner wurde deutschsprachig. Italienisch dominierte in den Südtälern des Gotteshausbundes und des Grauen Bundes namentlich im Bergell, im Puschlav und im Misox. So entschied sich z. B. das Bergell im 16. Jahrhundert, Italienisch als Schriftsprache zu verwenden, während die Bevölkerung weiterhin Rätoromanisch sprach. Die Entscheidung, Italienisch zu verwenden, wurde von reformierten Flüchtlingen und Predigern aus Italien beeinflusst. Deutsch wurde in zwei Varianten gesprochen. In Gemeinden, die von Walsern dominiert wurden, sprachen die Bewohner Höchstalemannisch, in Gemeinden, die von alemannischen Zuwanderern dominiert wurden, Hochalemannisch. Offiziell waren die Drei Bünde dreisprachig.

## Wappen und Fahne des heutigen Kantons Graubünden
Bei der Gründung des Kantons Graubünden 1803 wurde kein eigentliches Kantonswappen definiert, es wurden weiter die drei Wappen der drei Bünde mit ihren Schildhaltern verwendet, als eidgenössisches Kantonswappen ihrerseits nun innerhalb eines Schildes nebeneinander angeordnet.
Diese heraldisch unkorrekte und schwierig umzusetzende Wappenform blieb bestehen, bis 1895 eine Anfrage an die Bündner Regierung einging, eine Wappenscheibe für den Waffensaal des Schweizerischen Landesmuseums in Zürich beizusteuern. Der Kunsthistoriker Josef Zemp lehnte seine Darstellung an die Form an, die Jakob Stampfer in seinem Patenpfennig von 1548 für die Drei Bünde als Zugewandter Ort der Eidgenossenschaft gewählt hatte.
Die Einführung dieses neuen Wappens wurde 1911 vom Kantonsrat abgelehnt, es wurde aber inoffiziell immer wieder verwendet, sogar in einer Broschüre der Bundeskanzlei über die Kantonswappen von 1931. Am 24. Mai 1932 wurde das neue Wappen in leicht veränderter Form vom Grossen Rat als offizielles Bündner Wappen eingeführt.

Wappen der Drei Bünde nach Jakob Stampfer (1548)
Wappen des  Kantons Graubünden (1932)
Fahne des  Kantons Graubünden (1932)

## Dreibündenstein
Auf dem 2160 m ü. M. hohen Dreibündenstein, im Alpgebiet der Gemeinden Domat/Ems, Domleschg und Malix, liegt der gemeinsame Grenzpunkt der drei rätischen Bünde. Der Grenzstein von 1722 steht heute im Rätischen Museum in Chur. 1915 wurde er von der Sektion Rätia des Schweizer Alpen-Clubs durch einen zwei Meter hohen Obelisken ersetzt. Die Karte von 1768 zeigt den Grenzpunkt: im Westen der Obere oder Graue Bund, im Süden der Gotteshausbund, im Osten der Zehngerichtebund und im Norden die Freiherrschaft Haldenstein.

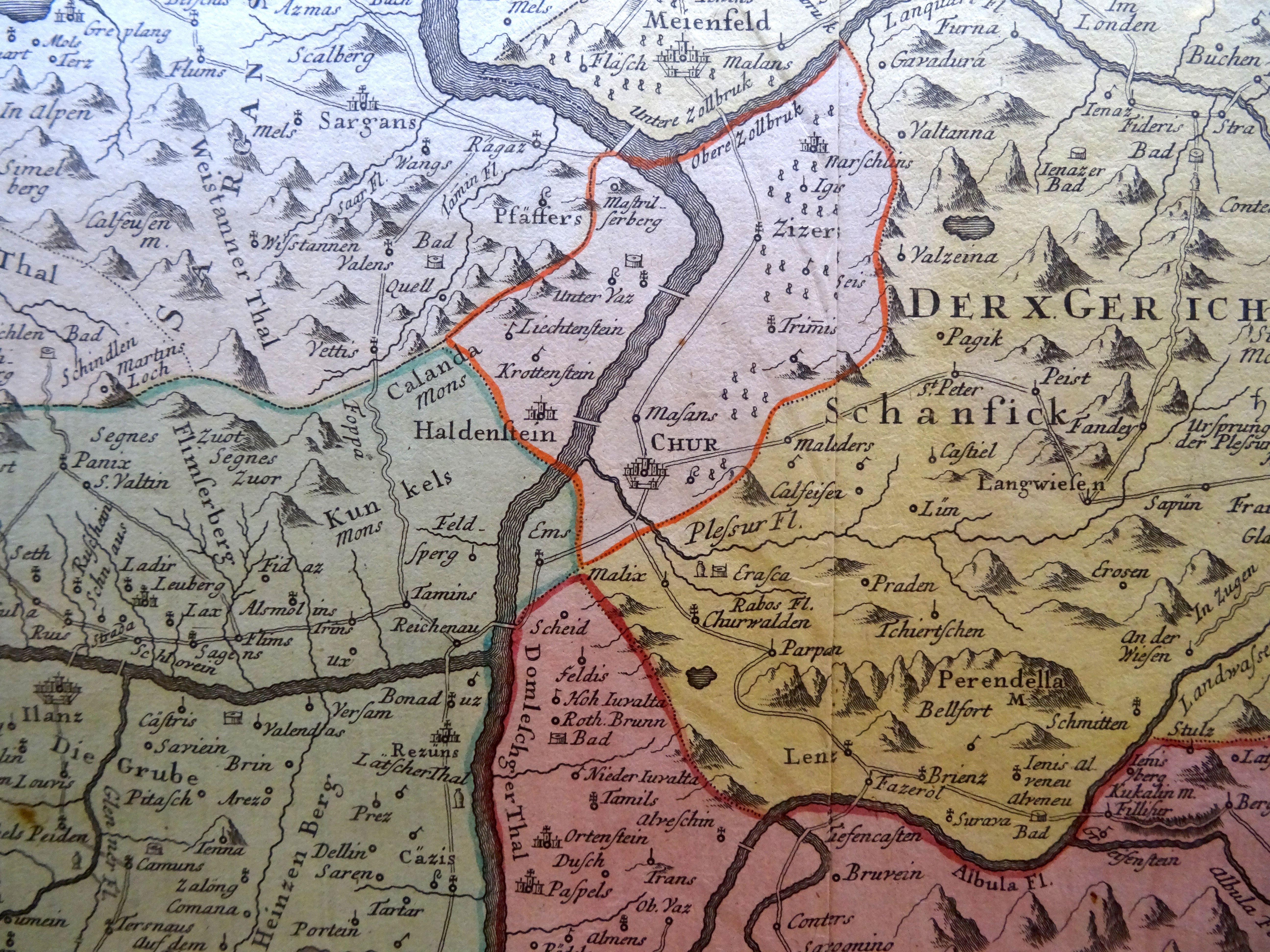
Karte von Gabriel Walser von 1768 (Ausschnitt)
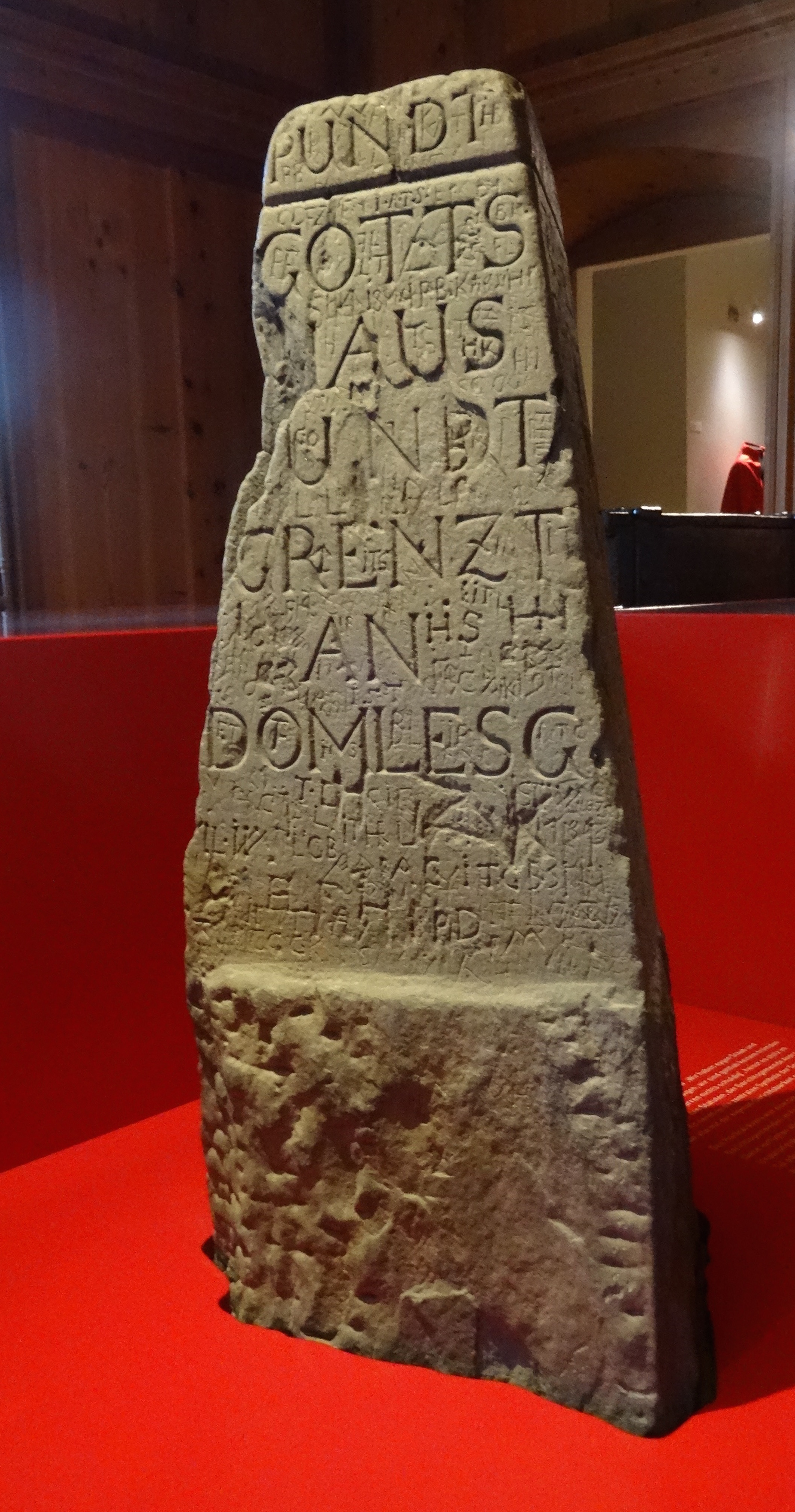
Originalstein von 1722: Südseite
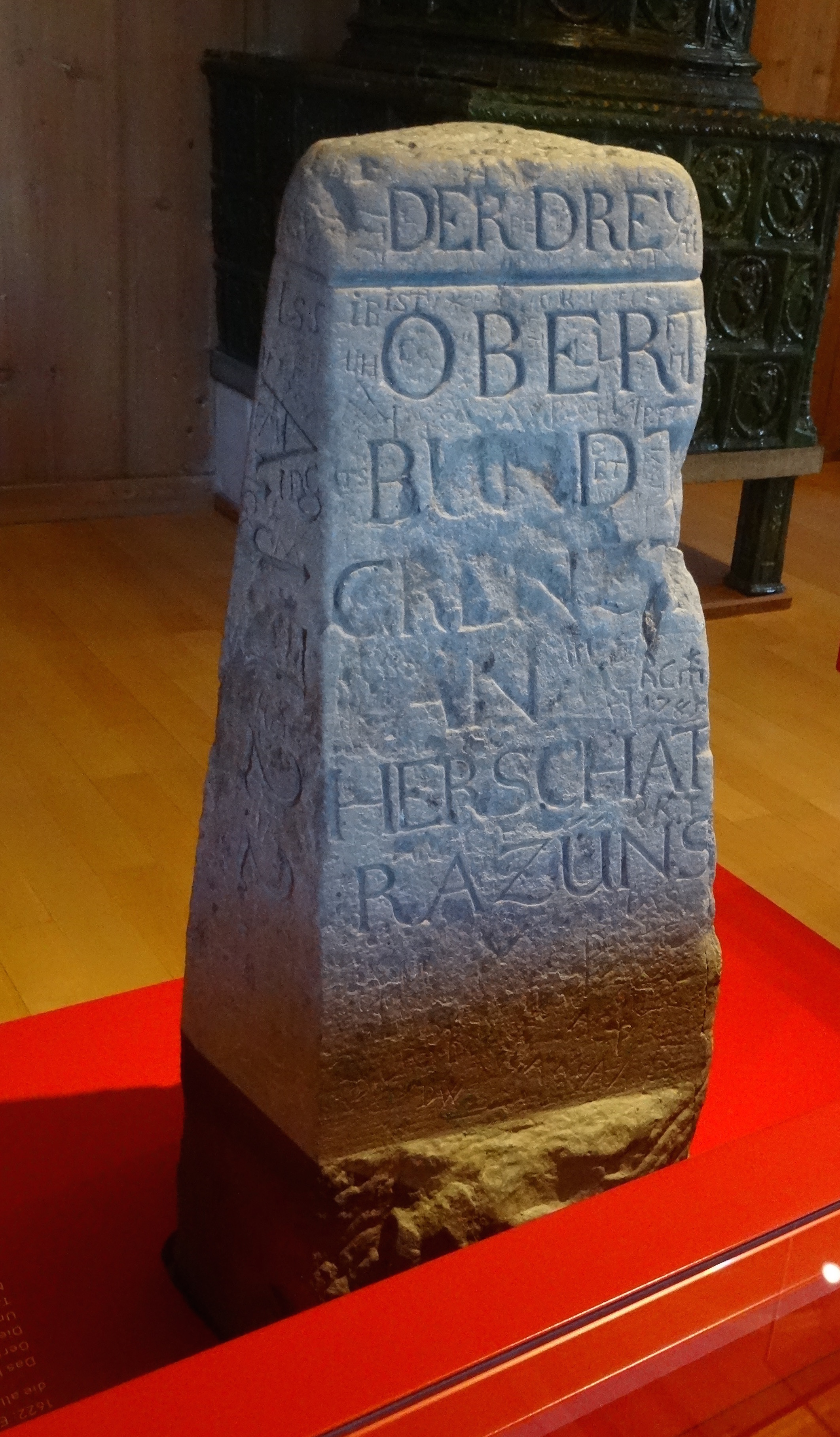
Westseite
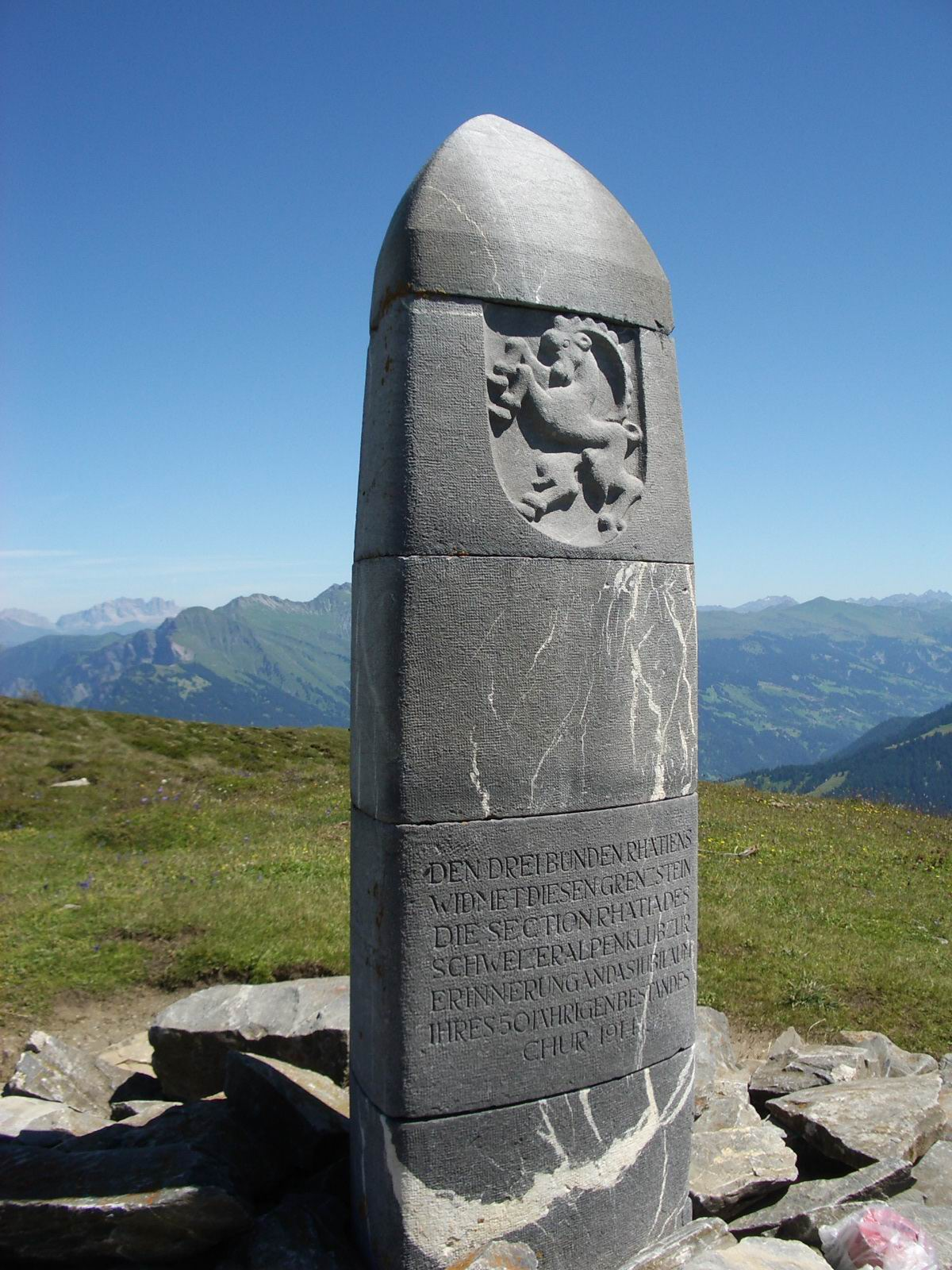
Dreibündenstein von 1915 – Südseite (Gotteshausbund)